# Inobulbum
Inobulbum es un género con tres especies de orquídeas. Ha sido separado del género Dendrobium. Son raras orquídeas epífitas originarias de Nueva Caledonia que se diferencias de las especies de Dendrobium por las fibrosas vainas de las hojas que envuelven a los pseudobulbos.

## Descripción
Las especies son orquídeas pequeñas y medianas epífitas con pseudobulbos, que en las plantas adultas, están completamente rodeados por vainas de tejido fibroso. La inflorescencia es larga, erecta y con racimo caído con decenas a cientos de flores.

## Distribución y hábitat
Las especies crecen sobre los árboles en ambientes cálidos, húmedos y sombríos de las selvas tropicales. Las tres especies son endémicas de Nueva Caledonia.

## Sinonimia
- Han sido segregadas del género Dendrobium Sw. (1799) secc. Inobulbon Schltr. y Kraenzl. (1910)

## Etimología
El nombre del género Inobulbum proviene del griego inos (fibra) y bulbon (tubérculo), que se refiere a las vainas foliares fibrosas que envuelven a los pseudobulbos.

## Taxonomía
El género fue promovido a género desde Dendrobium Sw. (1799) secc. Inobulbon Schltr. y Kraenzl. (1910).
El género cuenta actualmente con tres especies.
La especie tipo es Inobulbum munificum.

## Especies
- Inobulbum layardii (F.Muell. & Kraenzl.) M.A.Clem. & D.L.Jones (1998)
- Inobulbum munificum (Finet) Kraenzl. (1910)
- Inobulbum muricatum (Finet) Kraenzl. (1910)